# Rio Salvador
O rio Salvador é um curso de água que banha o estado da Paraíba, no Brasil.